# Nógrádi László (politikus)
Nógrádi László (Szombathely, 1947. szeptember 23. –) magyar mérnök, politikus, országgyűlési képviselő, miniszter.

## Életpályája

### Iskolái
1966-ban érettségizett a Pannonhalmi Bencés Gimnáziumban. 1969-ben végzett a 6. Sz. Ipari Szakmunkásképző Intézetben. 1979-ben végzett a Nehézipari Műszaki Egyetemen, mint automatizálási üzemmérnök. 1980-ban elvégezte a Pázmány Péter Katolikus Egyetem teológia szakát.

### Pályafutása
1966–1974 között a Kőbányai Gyógyszertárban segédmunkás és szakmunkás volt. 1974–1984 között a Fővárosi Vízműveknél volt laboráns. 1982-ben gazdasági munkaközösséget alapított. 1984-től számítástechnikai vállalkozó volt. 1986-ban kisszövetkezetet alapított. 1991–1994 között a Magyar Vállalkozási Kamara alelnöke volt. 1991–2000 között a Rainbow Kisszövetkezet, majd a Rainbow Rt. elnöke, később Bázakerettyén befektetési tanácsadással, falusi turizmus- és vadászatszervezéssel foglalkozott. 1992–1994 között az Állami Vagyonkezelő Rt. igazgatóságának tagja volt. 1995–1997 között a Bencés Diákszövetkezet ügyvezető elnöke volt. 1995–1998 között az Állami Privatizációs és Vagyonkezelő Rt. (ÁPV Rt.) felügyelőbizottsági tagja volt. 1995–2000 között a Budapesti Kereskedelmi és Iparkamara elnökségi tagja, 1997–2000 között az ellenőrzőbizottság elnökhelyettese volt.

### Politikai pályafutása
1992–1997 között a KDNP tagja volt. 1994-ben országgyűlési képviselőjelölt (KDNP) volt. 1995–1997 között az országos választmány elnökségi tagja volt. 1997–1999 között, valamint 2004-től a Magyar Kereszténydemokrata Szövetség (MKDSZ) alelnöke, 1999–2000 között ügyvezető titkára, 2000–2004 között ügyvezető elnöke volt. 1998–2010 között országgyűlési képviselő (Lenti, 1998–2006: Fidesz; 2006-2010: KDNP) volt. 1998–2000 között az idegenforgalmi bizottság tagja, 2002–2006 között alelnöke volt. 1998–2000 között a gazdasági bizottság tagja volt. 2000. június és november között közlekedési és vízügyi miniszter volt. 2001–2002 között az informatikai és távközlési bizottság, valamint a költségvetési és pénzügyi bizottság tagja volt. 2002–2007 között a KDNP alelnöke volt. 2002–2010 között Lenti polgármestere (2002-2006: Fidesz-MDF-MKDSZ-Kisgazda Polgári Egyesülés; 2006-2010: Fidesz-KDNP) volt. 2006-tól az önkormányzati és területfejlesztési bizottság tagja. 2006–2010 között a KDNP frakcióvezető-helyettese volt.

## Magánélete
Szülei: Nógrádi István (1915-?) és Feszl Éva (1921-?). Fiatal házaséveiket Zalalövőn töltötte, majd Vas megyébe költöztek. Nős, felesége, Kelemen Katalin a Zeneakadémia Egyházzene tanszékének munkatársa. Hat gyermekük született: Ágnes (1972) orvos, Cecília (1974) magyar–történelem szakos tanár, Mária (1975) jogász, Erzsébet (1977) pszichológus, Katalin (1978) gyógytornász, Péter (1981) jogász. Jelenleg tizennégy unokája van. Szépanyja, Deák Szidónia (1818-1888), Deák Ferenc unokatestvére volt.